# Silvio Vitale
Silvio Vitale (Napoli, 28 gennaio 1928 – 25 maggio 2005) è stato un politico e avvocato italiano, esponente del Movimento Sociale Italiano e parlamentare europeo ed esponente del legittimismo borbonico.

## Biografia
Avvocato civilista, nel maggio 1950 fu eletto primo presidente del FUAN, l'associazione degli universitari del Movimento Sociale Italiano.
Nel 1955 aderì al Centro Studi Ordine Nuovo e nel dicembre 1956 lasciò il MSI.
Fondò e diresse la "rivista tradizionalista napoletana" L'alfiere (nata nel 1960) con la quale fece conoscere in Italia l'opera dello studioso spagnolo Francisco Elías de Tejada.
Rientrato nel MSI alla fine degli anni '60, fu consigliere regionale del partito in Campania per due legislature e capogruppo del MSI..
Entrò al Parlamento europeo nel giugno 1988, dopo essere stato candidato alle elezioni europee del 1984 per le liste del MSI. Fu membro della commissione per la politica regionale e l'assetto territoriale. Rimase all'europarlamento fino al 1989.
Con la nascita di An nel 1995 si dedicò esclusivamente all'attività culturale.